# Campeonato Europeu de Atletismo em Pista Coberta de 2015 - Pentatlo feminino
A prova do pentatlo feminino  do Campeonato Europeu de Atletismo em Pista Coberta de 2015 foi disputada no dia 6 de março de 2015 no O2 Arena em Praga, República Checa. 

## Recordes
Antes desta competição, os recordes mundiais e do campeonato nesta prova eram os seguintes:
|                       | Nome               | Nacionalidade | Pontos   | Local    | Data               |
| --------------------- | ------------------ | ------------- | -------- | -------- | ------------------ |
| Recorde mundial       | Natallia Dobrynska | Ucrânia       | 5013 pts | Istambul | 9 de março de 2012 |
| Recorde do campeonato | Carolina Klüft     | Suécia        | 4948 pts | Madri    | 5 de março de 2005 |
| Recorde europeu       | Natallia Dobrynska | Ucrânia       | 5013 pts | Istambul | 9 de março de 2012 |

Os seguintes recordes foram estabelecidos durante esta competição: 
| Data       | Evento | Atleta                    | Nacionalidade | Pontos | Notas                 |
| ---------- | ------ | ------------------------- | ------------- | ------ | --------------------- |
| 6 de março | Final  | Katarina Johnson-Thompson | Reino Unido   | 5000   | Recorde do campeonato |

## Medalhistas
| Ouro                            | Prata                  | Bronze                 |
| Katarina Johnson-Thompson (GBR) | Nafissatou Thiam (BEL) | Eliška Klučinová (CZE) |

## Cronograma
Todos os horários são locais (UTC+2).
| Data       | Hora  | Evento                  |
| ---------- | ----- | ----------------------- |
| 6 de março | 9:45  | 60 metros com barreiras |
| 6 de março | 11:40 | Salto em altura         |
| 6 de março | 13:15 | Arremesso de peso       |
| 6 de março | 16:10 | Salto em distância      |
| 6 de março | 17:35 | 800 metros              |

## Resultados

### 60 metros com barreiras
A prova foi realizada às 9:45. 
| Posição | Bateria | Raia | Atleta                    | Nacionalidade | Tempo | Notas                | Pontos |
| ------- | ------- | ---- | ------------------------- | ------------- | ----- | -------------------- | ------ |
| 1       | 1       | 8    | Katarina Johnson-Thompson | Reino Unido   | 8.18  | Recorde pessoal      | 1088   |
| 2       | 1       | 3    | Antoinette Nana Djimou    | França        | 8.25  |                      | 1073   |
| 3       | 1       | 4    | Nadine Broersen           | Países Baixos | 8.31  | Recorde pessoal      | 1059   |
| 4       | 1       | 6    | Anouk Vetter              | Países Baixos | 8.33  | Recorde pessoal      | 1055   |
| 5       | 1       | 2    | Nafissatou Thiam          | Bélgica       | 8.42  | =                    | 1035   |
| 6       | 1       | 5    | Györgyi Zsivoczky-Farkas  | Hungria       | 8.45  |                      | 1028   |
| 7       | 2       | 2    | Alina Fyodorova           | Ucrânia       | 8.49  | Recorde pessoal      | 1019   |
| 8       | 1       | 7    | Carolin Schäfer           | Alemanha      | 8.50  |                      | 1017   |
| 9       | 2       | 8    | Eliška Klučinová          | Chéquia       | 8.53  | Recorde pessoal      | 1010   |
| 10      | 2       | 5    | Katsiaryna Netsviatayeva  | Bielorrússia  | 8.55  | Recorde da temporada | 1006   |
| 11      | 2       | 4    | Anna Blank                | Rússia        | 8.73  | Recorde pessoal      | 967    |
| 12      | 2       | 6    | Aleksandra Butvina        | Rússia        | 8.74  | Recorde da temporada | 965    |
| 13      | 2       | 7    | Yana Maksimava            | Bielorrússia  | 8.76  |                      | 961    |
| 14      | 2       | 3    | Morgan Lake               | Reino Unido   | 8.81  | Recorde pessoal      | 950    |

### Salto em altura
A prova foi realizada às 11:40. 
| Posição | Atleta                    | Nacionalidade | 1.65 | 1.68 | 1.71 | 1.74 | 1.77 | 1.80 | 1.83 | 1.86 | 1.89 | 1.92 | 1.95 | 1.98 | Resultados | Pontos | Notas                | Total |
| ------- | ------------------------- | ------------- | ---- | ---- | ---- | ---- | ---- | ---- | ---- | ---- | ---- | ---- | ---- | ---- | ---------- | ------ | -------------------- | ----- |
| 1       | Katarina Johnson-Thompson | Reino Unido   | –    | –    | –    | –    | –    | –    | o    | o    | xo   | xo   | o    | xxx  | 1.95       | 1171   | Recorde da temporada | 2259  |
| 2       | Morgan Lake               | Reino Unido   | –    | –    | –    | –    | –    | o    | xxo  | o    | xxo  | o    | xxx  |      | 1.92       | 1132   |                      | 2082  |
| 3       | Yana Maksimava            | Bielorrússia  | –    | –    | –    | –    | o    | o    | o    | o    | xo   | xxx  |      |      | 1.89       | 1093   |                      | 2054  |
| 4       | Nafissatou Thiam          | Bélgica       | –    | –    | –    | –    | –    | o    | o    | xo   | xxo  | xxx  |      |      | 1.89       | 1093   | Recorde da temporada | 2128  |
| 5       | Eliška Klučinová          | Chéquia       | –    | –    | –    | xxo  | xo   | xxo  | o    | xo   | xxx  |      |      |      | 1.86       | 1054   |                      | 2064  |
| 6       | Antoinette Nana Djimou    | França        | –    | xo   | o    | xo   | xo   | xxo  | xxx  |      |      |      |      |      | 1.80       | 978    | Recorde da temporada | 2051  |
| 7       | Aleksandra Butvina        | Rússia        | o    | o    | o    | o    | o    | xxx  |      |      |      |      |      |      | 1.77       | 941    |                      | 1906  |
| 7       | Alina Fyodorova           | Ucrânia       | o    | o    | o    | o    | o    | xxx  |      |      |      |      |      |      | 1.77       | 941    |                      | 1960  |
| 9       | Györgyi Zsivoczky-Farkas  | Hungria       | o    | –    | xo   | o    | o    | xxx  |      |      |      |      |      |      | 1.77       | 941    |                      | 1969  |
| 10      | Anna Blank                | Rússia        | o    | o    | o    | o    | xo   | xxx  |      |      |      |      |      |      | 1.77       | 941    |                      | 1908  |
| 11      | Anouk Vetter              | Países Baixos | –    | xo   | o    | xo   | xo   | xxx  |      |      |      |      |      |      | 1.77       | 941    | Recorde pessoal      | 1996  |
| 12      | Nadine Broersen           | Países Baixos | –    | –    | –    | –    | xxo  | xxr  |      |      |      |      |      |      | 1.77       | 941    |                      | 2000  |
| 12      | Carolin Schäfer           | Alemanha      | –    | o    | o    | o    | xxo  | xxx  |      |      |      |      |      |      | 1.77       | 941    |                      | 1958  |
| 14      | Katsiaryna Netsviatayeva  | Bielorrússia  | o    | o    | xo   | o    | xxx  |      |      |      |      |      |      |      | 1.74       | 903    |                      | 1909  |

### Arremesso de peso
A prova foi realizada às 13:15. 
| Posição | Atleta                    | Nacionalidade | #1    | #2    | #3    | Resultados | Notas                | Pontos | Total |
| ------- | ------------------------- | ------------- | ----- | ----- | ----- | ---------- | -------------------- | ------ | ----- |
| 1       | Alina Fyodorova           | Ucrânia       | 15.09 | x     | 14.97 | 15.09      |                      | 867    | 2827  |
| 2       | Eliška Klučinová          | Chéquia       | 13.79 | 15.07 | x     | 15.07      | Recorde pessoal      | 866    | 2930  |
| 3       | Antoinette Nana Djimou    | França        | 14.38 | 15.05 | 14.84 | 15.05      |                      | 864    | 2915  |
| 4       | Katsiaryna Netsviatayeva  | Bielorrússia  | 14.83 | 14.97 | 14.77 | 14.97      | Recorde pessoal      | 859    | 2768  |
| 5       | Yana Maksimava            | Bielorrússia  | 14.72 | 14.39 | 14.96 | 14.96      | Recorde da temporada | 858    | 2912  |
| 6       | Aleksandra Butvina        | Rússia        | 14.96 | 14.43 | 14.47 | 14.96      |                      | 858    | 2764  |
| 7       | Anouk Vetter              | Países Baixos | 14.34 | 14.80 | x     | 14.80      | Recorde pessoal      | 846    | 2844  |
| 8       | Nafissatou Thiam          | Bélgica       | 13.72 | 13.76 | 14.80 | 14.80      | Recorde pessoal      | 846    | 2976  |
| 9       | Györgyi Zsivoczky-Farkas  | Hungria       | 14.20 | x     | 14.10 | 14.20      |                      | 807    | 2776  |
| 10      | Anna Blank                | Rússia        | 13.76 | 14.11 | 14.09 | 14.11      | Recorde pessoal      | 801    | 2709  |
| 11      | Morgan Lake               | Reino Unido   | 13.91 | x     | 13.62 | 13.91      | Recorde pessoal      | 788    | 2870  |
| 12      | Carolin Schäfer           | Alemanha      | 12.25 | 12.05 | 13.41 | 13.41      | Recorde pessoal      | 755    | 2713  |
| 13      | Katarina Johnson-Thompson | Reino Unido   | 11.63 | 12.32 | 11.88 | 12.32      | =                    | 682    | 2941  |
| 14      | Nadine Broersen           | Países Baixos |       |       |       | DNS        |                      | 0      | DNF   |

### Salto em distância
A prova foi realizada às 16:10. 
| Posição | Atleta                    | Nacionalidade | #1   | #2   | #3   | Resultados | Notas                | Pontos | Total |
| ------- | ------------------------- | ------------- | ---- | ---- | ---- | ---------- | -------------------- | ------ | ----- |
| 1       | Katarina Johnson-Thompson | Reino Unido   | 6.89 | x    | x    | 6.89       |                      | 1135   | 4076  |
| 2       | Nafissatou Thiam          | Bélgica       | 6.17 | 6.17 | 6.33 | 6.33       | Recorde da temporada | 953    | 3929  |
| 3       | Anouk Vetter              | Países Baixos | 5.61 | 6.29 | –    | 6.29       | Recorde pessoal      | 940    | 3784  |
| 4       | Alina Fyodorova           | Ucrânia       | 5.93 | 6.22 | 6.21 | 6.22       |                      | 918    | 3745  |
| 5       | Eliška Klučinová          | Chéquia       | 6.14 | 6.10 | 6.15 | 6.15       |                      | 896    | 3826  |
| 6       | Antoinette Nana Djimou    | França        | 6.07 | x    | 6.13 | 6.13       |                      | 890    | 3805  |
| 7       | Morgan Lake               | Reino Unido   | 6.06 | 6.10 | x    | 6.10       |                      | 880    | 3750  |
| 8       | Györgyi Zsivoczky-Farkas  | Hungria       | 5.95 | x    | 6.10 | 6.10       |                      | 880    | 3656  |
| 9       | Anna Blank                | Rússia        | 6.03 | 5.97 | 5.86 | 6.03       |                      | 859    | 3568  |
| 10      | Aleksandra Butvina        | Rússia        | x    | 6.03 | 5.74 | 6.03       | Recorde da temporada | 859    | 3623  |
| 11      | Carolin Schäfer           | Alemanha      | 5.79 | 5.95 | 5.95 | 5.95       | Recorde da temporada | 834    | 3547  |
| 12      | Yana Maksimava            | Bielorrússia  | x    | 5.85 | 5.77 | 5.85       |                      | 804    | 3716  |
| 13      | Katsiaryna Netsviatayeva  | Bielorrússia  | 5.52 | 5.68 | x    | 5.68       |                      | 753    | 3521  |

### 800 metros
A prova foi realizada às 17:35. 
| Posição | Bateria | Raia | Atleta                    | Nacionalidade | Tempo   | Notas                | Pontos |
| ------- | ------- | ---- | ------------------------- | ------------- | ------- | -------------------- | ------ |
| 1       | 2       | 5    | Katarina Johnson-Thompson | Reino Unido   | 2:12.78 | Recorde pessoal      | 924    |
| 2       | 1       | 4    | Anna Blank                | Rússia        | 2:13.04 | Recorde pessoal      | 921    |
| 3       | 1       | 5    | Yana Maksimava            | Bielorrússia  | 2:13.67 | Recorde da temporada | 912    |
| 4       | 1       | 6    | Györgyi Zsivoczky-Farkas  | Hungria       | 2:13.91 | Recorde pessoal      | 908    |
| 5       | 1       | 3    | Aleksandra Butvina        | Rússia        | 2:14.84 | Recorde da temporada | 895    |
| 6       | 1       | 2    | Katsiaryna Netsviatayeva  | Bielorrússia  | 2:15.00 |                      | 893    |
| 7       | 2       | 4    | Eliška Klučinová          | Chéquia       | 2:17.26 | Recorde pessoal      | 861    |
| 8       | 2       | 2    | Alina Fyodorova           | Ucrânia       | 2:20.38 | Recorde da temporada | 818    |
| 9       | 2       | 3    | Antoinette Nana Djimou    | França        | 2:22.78 |                      | 786    |
| 10      | 2       | 2    | Morgan Lake               | Reino Unido   | 2:23.44 | Recorde pessoal      | 777    |
| 11      | 2       | 6    | Nafissatou Thiam          | Bélgica       | 2:24.23 |                      | 767    |
| 12      | 2       | 1    | Anouk Vetter              | Países Baixos | 2:24.48 |                      | 764    |
| 13      | 1       | 1    | Carolin Schäfer           | Alemanha      | DNS     |                      | 0      |

## Classificação final

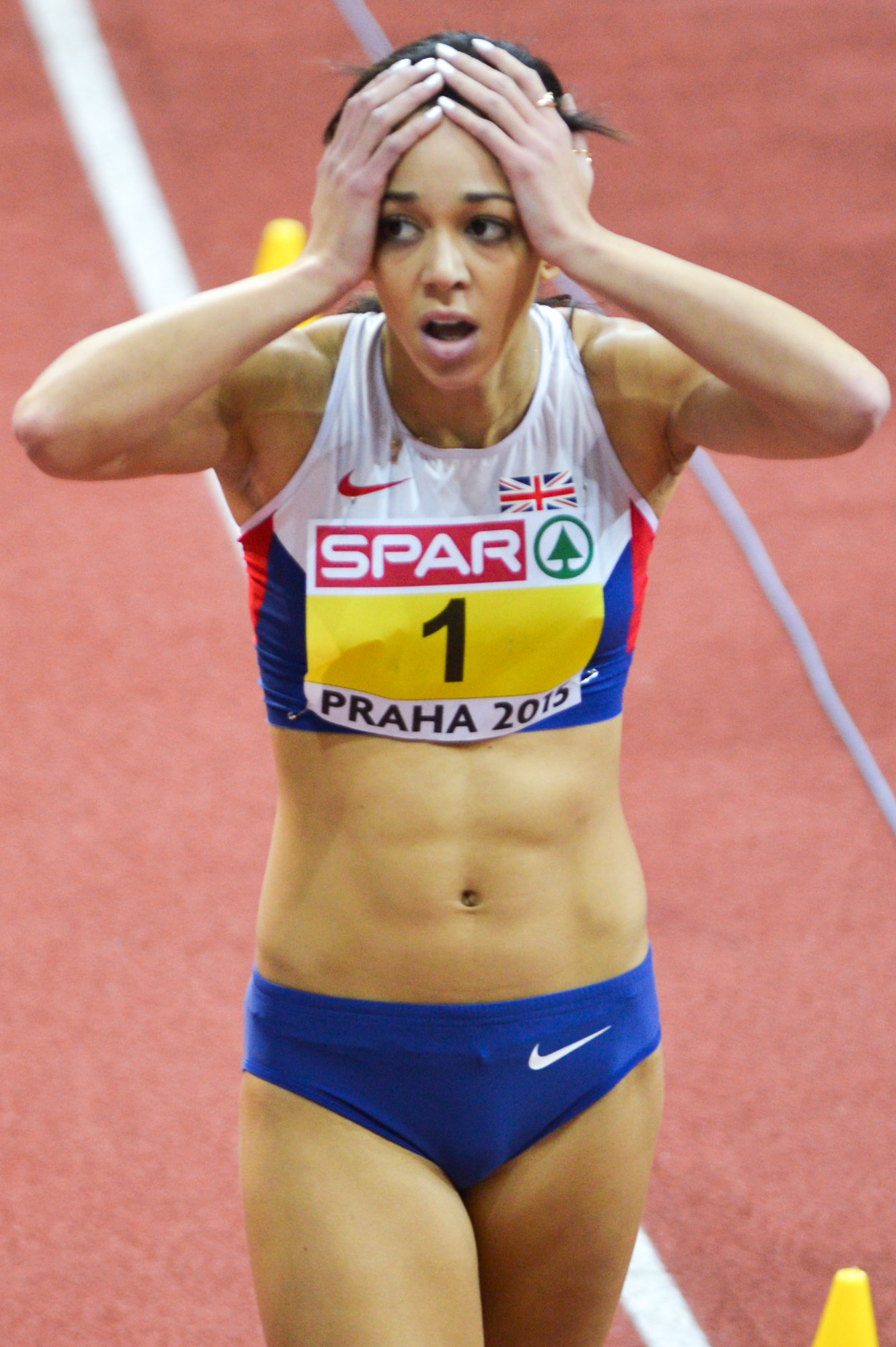
A vencedora, Katarina Johnson-Thompson, no final da competição.

| Posição           | Atleta                    | Nacionalidade | #Pontos | Notas                |
| ----------------- | ------------------------- | ------------- | ------- | -------------------- |
| Medalha de ouro   | Katarina Johnson-Thompson | Reino Unido   | 5000    | ,                    |
| Medalha de prata  | Nafissatou Thiam          | Bélgica       | 4696    | Recorde pessoal      |
| Medalha de bronze | Eliška Klučinová          | Chéquia       | 4687    | Recorde nacional     |
| 4                 | Yana Maksimava            | Bielorrússia  | 4628    |                      |
| 5                 | Antoinette Nana Djimou    | França        | 4591    |                      |
| 6                 | Györgyi Zsivoczky-Farkas  | Hungria       | 4564    |                      |
| 7                 | Alina Fyodorova           | Ucrânia       | 4563    |                      |
| 8                 | Anouk Vetter              | Países Baixos | 4548    |                      |
| 9                 | Morgan Lake               | Reino Unido   | 4527    | Recorde pessoal      |
| 10                | Aleksandra Butvina        | Rússia        | 4518    | Recorde da temporada |
| 11                | Anna Blank                | Rússia        | 4489    | Recorde pessoal      |
| 12                | Katsiaryna Netsviatayeva  | Bielorrússia  | 4414    |                      |
| 13                | Carolin Schäfer           | Alemanha      | DNF     |                      |
| 14                | Nadine Broersen           | Países Baixos | DNF     |                      |

Legenda
| Recorde mundial       | Recorde mundial (World record)               |                       | Recorde africano                      | Recorde africano (African) |                                           | Q | Classificado por posição (Qualified) |
| Recorde do campeonato | Recorde do campeonato (Championship record)  | Recorde da América    | Recorde da América (Americas)         | q                          | Classificado por melhor tempo (Qualified) |   |                                      |
| Melhor marca do ano   | Melhor marca do ano (World leading)          | Recorde asiático      | Recorde asiático (Asian)              | DNS                        | Não largou (Did not start)                |   |                                      |
| Recorde nacional      | Recorde nacional (National record)           | Recorde europeu       | Recorde europeu (European)            | DNF                        | Não terminou (Did not finish)             |   |                                      |
| Recorde pessoal       | Recorde pessoal do atleta (Personal best)    | Recorde da Oceania    | Recorde da Oceania (Oceania)          | DSQ / DQ                   | Desclassificado (Disqualified)            |   |                                      |
| Recorde da temporada  | Recorde da temporada do atleta (Season best) | Recorde sul-americano | Recorde sul-americano (South America) | NM                         | Sem marca (No mark)                       |   |                                      |